# Rožnata kresilača
Rožnata kresilača (znanstveno ime Fomitopsis rosea) je redka zajedavska drevesna goba iz družine kresilač, ki je razširjena tudi v Sloveniji in je uvrščena na Rdeči seznam gliv v Sloveniji. Prej je bila znana pod imenom rožnati kresilnik (Rhodofomes roseus).

## Značilnosti
Rožnata kresilača ima trd, do 12 cm širok in do 6 cm debel trosnjak poličaste oblike. Zgornja, navadno rjava površina, je tenka in smolasta skorja s ploskimi gubami v koncentričnih krogih. Rob klobuka je rjavkast in nabrekel. Nekoliko pod njim je prirastni pas, ki je običajno smetanaste barve, površina je pri mladi gobi rožnato rjava, tudi siva ali rjava, s staranjem pa lahko postane skoraj črna. Zgornja lupina, ki se da odstraniti je sprva poraščena z drobnimi gostimi dlačicami, pod njo pa je mesnati del gobe, ki je rožnat do rožnato rjav, odvisno od starosti gobe. Meso je sprva srebrno rožnate do sivkasto rožnate barve, pozneje postaja rožnato rjavo do rjavkasto ter trdo in žilavo s plutovinasto strukturo. Vonj mesa je neizrazit, okus pa je neprijeten.
Trosovnica je luknjičasta in ima izrazito rožnato obarvan himenij, ki s starostjo porjavi. Ta je sestavljen iz okroglih cevčic globine do 5 mm. Gostota por je 3-5 na mm. V cevkah je bel trosni prah, ki ga sestavljajo gladki valjasti neamiloidni trosi dimenzij 5,5-7,5 x 2-2,5 μm.